# Manfred Poschenrieder
Manfred Poschenrieder (ur. 31 marca 1938 w Kempten, zm. 11 września 2023) – zachodnioniemiecki żużlowiec, występujący również na długim torze.

## Życiorys
Największe sukcesy w karierze osiągał w wyścigach na długim torze, pięciokrotnie zdobywając medale indywidualnych mistrzostw Europy (trzy złote – Mühldorf 1966, Scheeßel 1967, Mühldorf 1968 i dwa brązowe – Malmö 1963, Scheeßel 1964) oraz trzykrotnie – indywidualnych mistrzostw świata (dwa srebrne – Oslo 1971, Mühldorf 1972 i brązowy – Oslo 1973). Był również trzykrotnym złotym medalistą indywidualnych mistrzostw Republiki Federalnej Niemiec w wyścigach na długim torze (1968, 1969, 1970), jak również wielokrotnym zwycięzcą turniejów o "Złoty Kask" (1965, 1966, 1969, 1971, 1972) oraz o "Srebrny Kask" (1966, 1967, 1968, 1969, 1972).
Wielokrotnie reprezentował RFN w eliminacjach drużynowych mistrzostw świata (najlepsze wyniki: dwukrotnie IV miejsca w finałach kontynentalnych – Leningrad 1972 i Slaný 1974). Był również wielokrotnym uczestnikiem eliminacji indywidualnych mistrzostw świata, dwukrotnie awansując do finałów kontynentalnych (Wrocław 1963 – XIV miejsce, Leningrad 1975 – XVI miejsce). 